# Eta
Eta (stgr. ἦτα, pisana Ηη) – siódma litera alfabetu greckiego oznaczająca w języku starogreckim długą „ē” (długie „e”). W greckim systemie liczbowym oznacza liczbę 8.

## Użycie jako symbolu

### Η
Majuskuły ety nie używa się jako symbolu, ponieważ wygląda ona tak samo jak łacińska litera H.

### η
- η – W fizyce, mechanice i wielu dziedzinach techniki oznaczenie sprawności energetycznej urządzenia lub procesu, czyli stosunku energii wyjściowej lub użytecznej do energii wejściowej.
- η – wydzielenia w stopach aluminium serii 7xxx (MgZn2)[1]
- mezon η
- Eta – w brydżu, konwencja licytacyjna, część systemu Precision
- Eta Carinae – gwiazda w gwiazdozbiorze Kila

## Kodowanie
W Unicode litera jest zakodowana:
| Znak | Unicode | Kod HTML                      | Nazwa unikodowa          | Nazwa polska             |
| ---- | ------- | ----------------------------- | ------------------------ | ------------------------ |
| Η    | U+0397  | &Eta; lub &#x0397; lub &#919; | GREEK CAPITAL LETTER ETA | wielka litera grecka eta |
| η    | U+03B7  | &eta; lub &#x03B7; lub &#951; | GREEK SMALL LETTER ETA   | mała litera grecka eta   |

W LaTeX-u używa się znacznika:
| Znak                         | LaTeX |
| ---------------------------- | ----- |
| {\displaystyle \mathrm {H} } | \Eta  |
| {\displaystyle \eta }        | \eta  |